# Puebla de Lillo
Puebla de Lillo is een gemeente in de Spaanse provincie León in de regio Castilië en León met een oppervlakte van 171,40 km². Puebla de Lillo telt 699 inwoners (1 januari 2016).

## Demografie
| Jaar | 1991 | 1996 | 2001 | 2004 | 2006 |
| ---- | ---- | ---- | ---- | ---- | ---- |
|      | 776  | 706  | 725  | 696  | 631  |